# Військовий суддя
Військовий суддя (кошовий суддя) — службова особа, яка відала судовими справами в Запорізькій Січі в 16–18 ст. Розглядав кримінальні й цивільні справи, проводив разом з військовим осавулом слідство й виносив вироки. У своїх рішеннях керувався нормами українського звичаєвого права і традиціями судової практики Козацької держави. Вироки судді затверджував кошовий отаман, а смертні — рада. Обирався на військовій раді терміном на один рік. Зовнішнім знаком влади військового судді була велика срібна печатка, яку він мусив мати при собі під час військових зібрань і скріплювати нею підпис кошового отамана на документах, ухвалених військовою радою. Бувши найближчим помічником кошового отамана, часто призначався наказним отаманом. Останнім суддею Запорізької Січі був П. Головатий.